# Rudolf Stich (Jurist)
Rudolf Stich (* 5. November 1926 in Neustadt an der Haardt; † 14. Juni 2012) war ein deutscher Verwaltungsrichter und ordentlicher Professor an der Universität Kaiserslautern. Mit seinen Veröffentlichungen machte er sich im Baurecht einen Namen.

## Leben
Stich wurde 1926 im damals bayrischen Neustadt an der Haardt geboren. Nachdem er in der Nachkriegszeit an der neugegründeten Universität in Mainz Rechtswissenschaften studiert hatte, legte er 1951 das 1. Staatsexamen ab. Anschließend schrieb Stich parallel zum Referendariat seine Dissertation Vertrauensschutz im Verwaltungsrecht, mit der er 1954 in Mainz zum Dr. jur. promoviert wurde. Danach legte er am 4. März 1955 erfolgreich die zweite juristische Staatsprüfung ab und wurde anschließend zum 27. August desselben Jahres im Bereich der Justiz des Landes Rheinland-Pfalz als Gerichtsassessor eingestellt. Nach einer kurzen Zeit in der ordentlichen Gerichtsbarkeit wechselte er bereits 1956 an das Verwaltungsgericht in Neustadt an der Weinstraße, wo er 10 Jahre als Verwaltungsrichter tätig war. 1966 ging Stich als Ministerialbeamter in die Staatskanzlei und anschließend das Kultusministerium Rheinland-Pfalz, wo er sich zunehmend mit den Themenbereichen Bauplanungs-, Bauordnungs- sowie Immissionsschutzrecht beschäftigte. 1971 folgte er einem Ruf an die damals neu gegründete Universität Trier-Kaiserslautern in den Fachbereich Technologie, wo er als ordentlicher Professor für „Öffentliches Recht, insbesondere Verwaltungs- und Rechtslehre des Bauwesens, der Raumplanung und des Umweltschutzes“ berufen wurde. Bis zu seiner Emeritierung im Jahre 1993 war an der Entwicklung, der jungen, später eigenständigen Technischen Universität Kaiserslautern zuletzt im Fachbereich „Architektur/Raum- und Umweltplanung/Bauingenieurwesen“ beteiligt.
Stich starb im Juni 2012 nach langjähriger gesundheitlicher Beeinträchtigung im Alter von 85 Jahren.

## Werk
Stich hat sich vor allem durch seine Kommentierungen zum Baugesetzbuch, zum Immissionsschutz- und Denkmalrecht des Bundes und der Länder, zur Landesbauordnung sowie zum Naturschutz- und Landespflegerecht Rheinland-Pfalz einen Namen gemacht. Besonders bekannt sind die Kommentare zum Bundesbaugesetz und Städtebauförderungsgesetz, an denen er zusammen mit Otto Schlichter maßgeblich beteiligt war. Nach der Zusammenführung der beiden Gesetze gab Stich das Standardwerk Berliner Kommentar zu Baugesetzbuch  zusammen mit den beiden ehemaligen Vorsitzenden Richter am BVerwG, Hans-Joachim Driehaus und Stefan Paetow heraus, welches mittlerweile in der 3. Auflage als Loseblattausgabe vorliegt.

## Ehrungen
Im September 1993 wurde ihm vom Bundespräsidenten das Bundesverdienstkreuz Erster Klasse verliehen.